# Demetrova nagrada
 Ovo je glavno značenje pojma Demetrova nagrada. Za nagradu utemeljenu 2012. godine pogledajte Demetrova nagrada za životno djelo.
Demetrova nagrada, bila je hrvatska književna nagrada.

## O nagradi
Ustanovljena je 26. rujna 1906. godine, u Zagrebu, na poticaj Društva hrvatskih književnika.
Dodjeljivala se za najbolje dramsko djelo domaćeg autora izvedeno na pozornici Hrvatskog narodnog kazališta. 
Ime je ova nagrada dobila u čast hrvatskom kulturnom velikanu i žestokom pristaši hrvatskog preporoda Dimitriju Demetru.
Nagrađeni je dobivao novčanu nagradu. Porota koja je odlučivala o nagradi bila je sastavljena od ravnatelja kazališta, dva predstavnika DHK i dva člana Matice hrvatske. Prva dodjela je bila 1907/08. Nagrada se dodjeljivala po sezonama, sve do 1946. godine. Te godine sastala se je porota s obrazloženjem da ni jedno predloženo djelo nema kvalitetu za nagradu.

## Dobitnici i dobitnice
- 1907./1908.: Ante Tresić Pavičić, za dramu Ciceronovo progonstvo.
- 1908./1909.: Milan Ogrizović, za dramu Hasanaginica: drama u tri čina.
- 1909./1910.: Milan Begović, za dramu Stana Biučića.
- 1910./1911.: Josip Kosor, za dramu Požar strasti.
- 1911./1912.: Ivo Vojnović, za dramu Gospoda sa suncokretom.
- 1912./1913.: Srđan Tucić, za dramu Golgota.
- 1914.: Josip Kosor, za dramu Pomirenje.
- 1915.: Pecija Petrović, za dramu Šuma.
- 1916.: Pecija Petrović, za dramu Mrak.
- 1917.: Milan Ogrizović, za dramu Objavljenje.
- 1918.: Srđan Tucić, za dramu Osloboditelji.
- 1919.: Ulderiko Donadini, za dramu Bezdan.
- 1920.: Mirko Korolija, za dramu Zidanje Skadra.
- 1921.: Josip Kulundžić, za dramu Ponoć
- 1922.: Miroslav Krleža, za dramu Golgota.
- 1923. Miroslav Krleža, za dramu Vučjak.
- 1924.: Milan Begović, za dramu Božji čovjek.
- 1924./1925.: Miroslav Krleža, za dramu Michelangelo Buonarroti.
- 1925./1926.: Ahmed Muradbegović, za dramu Bijesno pseto.
- 1926./1927.: Josip Kulundžić, za dramu Škorpion.
- 1927./1928.: Miroslav Krleža, za dramu U agoniji.
- 1928./1929.: Miroslav Krleža, za dramu Gospoda Glembajevi.
- 1929./1930.: Tito Strozzi, za dramu Komedija na stubištu.
- 1930./1931.: Kalman Mesarić, za dramu Joco Udmanić.
- 1931./1932.: Milan Begović, za dramu Bez trećega.
- 1932./1933.: Miroslav Feldman, za dramu Zec.
- 1933./1934.: Tito Strozzi, za dramu Kako se osvajaju žene. ↓1
- 1933./1934.: Kalman Mesarić, za dramu I u našem gradu. ↓1
- 1934./1935.: Slavko Batušić, za dramu Komorni trio.
- 1935./1936.: Milan Begović, za dramu  I Lela će nositi kapelin.
- 1936./1937.: Geno Senečić, za dramu Slučaj s ulice.
- 1937./1938.: Niko Bonifačić-Rozin, za dramu U vrtlogu.
- 1938./1939.: Miroslav Feldman, za dramu U pozadini.
- 1939./1940.: August Cesarec, za dramu Sin domovine.
- 1940./1941.: Geno Senečić, za dramu  Spis 516.
- 1941./1942.: Ahmed Muradbegović, za dramu Husein-beg Gradaščević.
- 1942./1943.: Ruža Lucija Petelinova, za dramu Petra.
- 1943./1944.: Marijan Matijašević,  za dramu U brodolomu.

Od 38 nagrada Miroslav Krleža je ovu nagradu dobio 5 puta, a Milan Begović 4 puta, 10 pisaca dobilo ju je 2 puta (Milan Ogrizović,  Josip Kosor, Srđan Tucić, Pecija Petrović Ahmed Muradbegović, Geno Senečić, Tito Strozzi, Kalman Mesarić, Miroslav Feldman, Josip Kulundžić), a nagrađena je i jedna žena Ruža Lucija Petelinova.